# César Atahualpa Rodríguez
César A. Rodríguez Olcay (Arequipa, 26 de agosto de 1889 - Lima, 12 de marzo de 1972) fue un poeta peruano. Por su “lacia cabellera y su faz de nigromante andino”, Percy Gibson lo bautizó como César "Atahualpa".

## Datos biográficos
Hijo de César Rodríguez y Mercedes Olcay, egresó del Colegio Nacional de la Independencia Americana (1906), se trasladó a Lima e inició estudios en la Universidad Nacional Mayor de San Marcos, pero hubo de volver a su ciudad natal debido a dificultades económicas. Durante algunos años trabajó como amanuense en una escribanía; y luego entró al servicio de la Biblioteca Municipal, cuya dirección ejerció durante más de cuatro décadas (1916-1959). 
En su natal Arequipa integró el Grupo Aquelarre, con aspiraciones netamente modernistas, conformada por una generación variopinta, pero con una misma inquietud de cambio: Percy Gibson, Federico Agüero Bueno, Miguel  Ángel Urquieta, Belisario Calle, Renato Morales de Rivera, entre otros. Este grupo arequipeño tuvo cercanía con el grupo Colónida que fundara Abraham Valdelomar, quien los visitó en 1910 y 1919.
Editó La Anunciación (1916), en colaboración con Alberto Hidalgo; y participó en la publicación de El Aquelarre (1917), que difundió la voz de los escritores de su generación. 
En su cargo de bibliotecario desplegó una tenaz labor de acopio y difusión cultural, alternándola con la satisfacción de su ansia de saber; y la Universidad Nacional de Arequipa le confió la cátedra de Historia de la Literatura (1930). 
Cultivó la poesía, la narración y el ensayo, broquelando un estilo caracterizado por la profundidad y el casticismo. Falleció el 12 de marzo de 1972.

## Obras
Su obra poética consta de:
- La torre de las paradojas (1926)
- Poemas (1940)
- Sonatas en tono de silencio (1966)
- Los últimos versos (1972).

Además, publicó una novela: 
- Dios no nos quiere (1973).

Y dejó inéditos varios volúmenes de poesías "filosóficas" y líricas, siete piezas dramáticas, cuentos y ensayos literarios e históricos.